# José Magnani
José Ricardo Magnani (* 6. März 1913 in São Paulo; † 24. Juli 1966) war ein brasilianischer Radrennfahrer und nationaler Meister im Radsport.

## Sportliche Laufbahn
Magnani war Teilnehmer der Olympischen Sommerspiele 1936 in Berlin. Im olympischen Straßenrennen schied er beim Sieg von Robert Charpentier aus.
Das brasilianische Team mit Hermógenes Netto, José Magnani und Ferrer Dertônio kam nicht in die Mannschaftswertung des Straßenrennens. Er gehörte zu den ersten Brasilianern, die im Radsport an den olympischen Sommerspielen teilnahmen.
Magnani gewann 1933 die erste Austragung des Straßenradrennens Prova Ciclística 9 de Julho. 1934 und 1940 konnte er das Eintagesrennen erneut gewinnen. 1941 siegte er in der nationalen Meisterschaft im Straßenrennen.